# Here I Am (canción de Rick Ross)
"Here I Am" es una canción del rapero estadounidense Rick Ross. Fue publicada como el cuarto sencillo de su segundo álbum de estudio, Trilla, con la colaboración musical del los artistas, Nelly y Avery Storm, producida por el propio Rick Ross junto con el productor Drumma Boy.
El sencillo debutó en el puesto número 99 en la lista Billboard Hot 100 de Estados Unidos. El sencillo finalmente alcanzó el puesto número 41 en la lista la semana del 23 de agosto de 2008. El 13 de octubre de 2015, el sencillo fue certificado oro por la Recording Industry Association of America (RIAA) por ventas de más de 500 000 copias en los Estados Unidos.

## Video musical
El vídeo comienza en una entrada con Rick Ross y una mujer (interpretada por la modelo de vídeo Kia Samuel) en un coche, aparcados en la casa de ella. La madre de la mujer sale de la casa y le grita que vuelva dentro, porque no le gusta que su hija salga con Rick Ross, ya que es un matón. La cámara luego hace un flashforward y los muestra exitosos y en una mansión. Dentro, los hombres están con sus novias. Nelly y Avery Storm también hacen cameos rapeando sus versos. El video avanza y muestra varias partes de la casa, que todos muestran Rick Ross con la mujer caminando, riendo y hablando. También muestra flashbacks de cuando eran pobres y las luchas de su relación. Al terminar la canción, el vídeo da paso a otra canción de Ross, "Maybach Music".
El vídeo cuenta con cameos de DJ Khaled, Ace Hood, Pitbull, Brisco, Gunplay, Birdman y Larry Hughes.

## Versiones oficiales
Existe una versión de la canción sin la participación de Ross, cuenta con el cantante Avery Storm como artista principal y con la colaboración del rapero estadounidense Pitbull e incluida en el año 2009 en su segundo mixtape, Category 5 en forma de bonus track.
El remix oficial cuenta con el nuevo artista de Maybach Music Group, Magazeen.

## Posicionamiento
| Listas (2008)                            | Posición |
| ---------------------------------------- | -------- |
| Estados UnidosRhythmic (Billboard)       | 12       |
| Estados Unidos Pop 100 (Billboard)       | 86       |
| Estados Unidos Hot R&B/Hip-Hop Songs     | 9        |
| Estados Unidos Hot Rap Songs (Billboard) | 5        |